# Jean-Paul-Égide Martini
Jean-Paul-Égide Martini (født Johann Paul Aegidius Martini 31. august 1741 i Freystadt Oberpfalz, Tyskland, død 10. februar 1816 i Paris, Frankrig) var en tyskfødt fransk komponist, dirigent og musiker.
Martini skrev bl.a. flere operaer, men er kendt i vor tid for sin sang Plaisir d´amour fra 1770.